# عبد المنعم رياض (ممثل)
عبد المنعم رياض هو ممثل وممثل مسرحي مصري وُلد بمحافظة بني سويف، وتخرج من كلية الحقوق بجامعة بني سويف ثُم حصل على دبلومة الدراسات الحرة من المعهد العالي الفنون المسرحية في عام 2006، وشارك في العديد من العروض المسرحية والأعمال التليفزيونية والسينمائية.

## مسيرته الفنية
بدأ عبد المنعم رياض مسيرته الفنية كممثل مسرحي منذ سنوات دراسته بكليّة الحقوق فشارك في العديد من العروض المسرحية على مسرح جامعة بني سويف والتي نال عنها العديد من الجوائز، ثُم شارك بعد تخرجه في مسرحية «عفروتو» بطولة الفنان محمد هنيدي في عام 1999، وكانت أولى مُشاركاته في السينما في عام 1999 حين شارك بالتمثيل في فيلم «همام في أمستردام»، ثُم توالت مُشاركاته في المسرح والسينما والدراما التليفزيونيّة بعد ذلك وكان من أبرز مشاركاته في المسلسلات التليفزيونية دوره في مسلسل بنت من الزمن دا ودوره في مسلسل قصر النيل، وكان من أبرز مشاركاته في العروض المسرحية أدائه لدور «سرحان الهلالي» في مسرحية «أفراح القبة» في عام 2021 والذي نال عنه جائزة أفضل ممثل من المهرجان القومي المسرح المصري.

## أعماله
| سنة العرض | اسم العمل                        | نوع العمل        | الدور                       |
| --------- | -------------------------------- | ---------------- | --------------------------- |
| 2022      | أبو العروسة (الجزء الثالث)       | مسلسل            |                             |
| 2022      | خطة كيوبيد                       | مسرحية           |                             |
| 2021      | فرق خبرة                         | فيلم             | عادل بطرس                   |
| 2021      | قصر النيل                        | مسلسل            | فطين                        |
| 2021      | ولاد ناس                         | مسلسل            | المذيع رامي كمال            |
| 2020      | أفراح القبة                      | مسرحية           | سرحان الهلالي               |
| 2020      | كواليس                           | مسلسل            |                             |
| 2020      | متحف الدحيح                      | برنامج علمي      | ألبرت أينشتاين              |
| 2019      | إنت إيه                          | فيلم             |                             |
| 2018      | أبو العروسة (الجزء الثاني)       | مسلسل            | ضابط الشرطة                 |
| 2018      | سرايا حمدين                      | مسلسل            |                             |
| 2018      | عائلة الحاج نعمان (الجزء الثاني) | مسلسل            |                             |
| 2018      | ليالي أوجيني                     | مسلسل            |                             |
| 2017      | أبو العروسة (الجزء الأول)        | مسلسل            | ضابط الشرطة                 |
| 2017      | أحلم بيوم                        | مسلسل            | عوف                         |
| 2017      | الناس اللي في التاسع             | مسلسل            | جدو حمادة                   |
| 2017      | مسرح مصر                         | برنامج           |                             |
| 2016      | الميزان                          | مسلسل            |                             |
| 2015      | المرسي أبو العباس                | فيلم             | مدير التصوير شريف عبدالعزيز |
| 2015      | من الجاني                        | مسلسل            |                             |
| 2014      | تياترو مصر (الموسم الثاني)       | برنامج           |                             |
| 2014      | صديق العمر                       | مسلسل            | مهندس الحرب                 |
| 2014      | كراسة رسم                        | فيلم قصير        |                             |
| 2013      | تياترو مصر (الموسم الأول)        | برنامج تليفزيوني |                             |
| 2013      | فرعون                            | مسلسل            |                             |
| 2012      | المنتقم                          | مسلسل            | الشيف نبيل                  |
| 2012      | الهروب                           | مسلسل            |                             |
| 2012      | جد جدا                           | برنامج تليفزيوني |                             |
| 2011      | جوز ماما مين (الجزء الثاني)      | مسلسل            |                             |
| 2011      | راجل وست ستات (الجزء الثامن)     | مسلسل            | ضابط الشرطة                 |
| 2010      | راجل وست ستات (الجزء السابع)     | مسلسل            | ضابط الشرطة                 |
| 2010      | راجل وست ستات (الجزء السادس)     | مسلسل            | ضابط الشرطة                 |
| 2010      | شريف ونص (الجزء الثاني)          | مسلسل            |                             |
| 2010      | عايشين اللحظة                    | فيلم             |                             |
| 2009      | الحكاية فيها منة                 | فيلم             |                             |
| 2009      | العمدة هانم                      | مسلسل            |                             |
| 2009      | راجل وست ستات (جزء الرابع)       | مسلسل            | ضابط الشرطة                 |
| 2009      | علشان ماليش غيرك                 | مسلسل            |                             |
| 2008      | بنت من الزمن ده                  | مسلسل            | أجنة                        |
| 2008      | كلمة حق                          | مسلسل            |                             |
| 2005      | السيد أبو العربي وصل             | فيلم             |                             |
| 2001      | شجر الأحلام                      | مسلسل            |                             |
| 2000      | فيلم ثقافي                       | فيلم             |                             |
| 1999      | عفروتو                           | مسرحية           |                             |
| 1999      | همام في أمستردام                 | فيلم             |                             |

## الجوائز والتكريمات
حظي الممثل عبد المنعم رياض بتكريم العديد من الجهات كما حصل على العديد من الجوائز الفنية، ومن أهمها:
- جائزة أفضل ممثل على مستوى جامعات مصر ضمن أسبوع شباب الجامعات لعام 2007 عن دوره في العرض المسرحي «بكرة» للكاتب محمود الطوخى.
- جائزة أفضل ممثل على مستوى جامعات مصر ضمن أسبوع شباب الجامعات لعام 2009 عن دوره في العرض المسرحي «انت حر» للكاتب المسرحي لينين الرملى.
- جائزة أفضل ممثل لدور أول من المهرجان المصري للمسرح القومي في عام 2020 عن أدائه لدور «سرحان الهلالي» في مسرحية «أفراح القبة» المأخوذة عن رواية بنفس الاسم للأديب المصري الراحل نجيب محفوظ.[2]
- جائزة أفضل ممثل لدور أول من المهرجان القومي للمسرح المصري في عام 2021 عن دوره في العرض المسرحي «خطة كيوبيد».

## روابط خارجية
- صفحة الممثل على موقع قاعدة بيانات الأفلام العربية